# Александровка (Наровчатський район)
Алекса́ндровка (рос. Александровка) — присілок складі Наровчатського району Пензенської області, Росія.
Населення — 39 осіб (2010; 37 у 2002).
Національний склад станом на 2002 рік:
- мордва — 62 %
- росіяни — 38 %